# Evan Taubenfeld
Evan David Taubenfeld, ameriški glasbenik in kitarist judovskega rodu, * 27. junij 1983, Baltimore, Maryland, ZDA. 
Taubenfeld je najbolj znan kot kitarist v skupini Avril Lavigne, katere član je bil od pomladi leta 2002, do septembra 2004.
Rodil se je v mestu Baltimore, Maryland. Svojo glasbeno pot je začel kot bobnar v krajevni skupini The Suburbanites, ko je bil v sedmem razredu. Čez tri leta se je naučil igrati kitaro in ustanovil skupino Spinfire, v kateri je pel in pisal pesmi, leta 2002 pa je skupina razpadla. 
Proti koncu leta 2002 je Taubenfelda poklical predsednik skupnosti Artists and Repertoire za založbo Arista, ki je iskal udeležence za avdicijo v New Yorku za skupino Avril Lavigne. Taubenfeld je bil kandidat za bobnarja in bas kitarista, ker naj bi bila mesta za kitariste že zasedena, vendar pa ga je takrat na avdiciji odkril agent, ki je opazil njegov pevski talent, medtem ko je na hodniku vadil pred začetkom avdicije, ter ga izbral za kitarista ter spremljevalnega pevca.
Junija 2003 je, medtem ko je bil na poti z Avril Lavigne, ustanovil še eno skupino, imenovano Ditch Ruxton, kot stranski projekt. Prvi koncert so imeli v klubu Fletcher's. Bend se je razšel v manj kot letu, drugega koncerta niso izvedli nikoli.
Maja 2004 je Avril Lavigne izdala svoj drugi album Under My Skin. Besedilo prvega singla Don't Tell Me je napisala skupaj s Taubenfeldom, prav tako kot tudi besedili pesmi Freak Out in Take Me Away. Pevko je prav tako spremljal v studiu med snemajem, kjer je pel spremljavo, ter pri nekaterih pesmih igral na kitaro in bobne. Kmalu nato se je pri EMI Music Publishing zaposlil kot pisatelj, ter septembra 2004 zapustil skupino Avril Lavigne, ker se je odločil za samostojno pot.
Oktobra 2004 je založba Warner Bross Taubenfeldu ponudila pogodbo in sodelovanje za njegov prvi album s skupino The Black List Club, katerega izid je predviden v prvi polovici leta 2007. 
S premiero novega singla Avril Lavigne, in sicer pesmijo Girlfriend, je bilo potrjeno, da bo Taubenfeld nastopal v videospotu, saj na blogu njegove skupine The Black List Club piše, da je bil Evan zaseden, ter da v februarju ni imel časa, ker je v videospotu igral kitaro.